# Batalla de los Altos Mirandinos
La batalla de los Altos Mirandinos, también conocida como la batalla de Los Altos de Caracas, fue una batalla de la Guerra Federal librada en la región de los Altos Mirandinos en abril de 1863.

## Historia
El ejército federalista de Guzmán Blanco se acercaba a Caracas y trabó batalla en El Carrizal y Los Teques en la region de los Altos Mirandinos. Tras varios días de lucha, el gobierno sugirió una conferencia con el fin de terminar la guerra. 

### Desenlace
El 23 de abril se entrevistó Guzmán Blanco con Pedro José Rojas en la hacienda de Coche, donde firmaron el tratado que dio fin a la guerra.